# Kaiky Naves
Kaiky Naves, né le 8 mai 2002 à Santos, est un footballeur brésilien qui évolue au poste de défenseur central auFC Alverca.

## Biographie

### Carrière en club
Né à Santos en Brésil, Kaiky Naves est formé par le Santos FC, avant de rejoindre Palmeiras en 2017, club où il commence sa carrière professionnelle.
Il joue son premier match avec l'équipe première du club le 6 décembre 2021, à l'occasion d'une rencontre de championnat du Brésil contre l'Athletico Paranaense. Il est titulaire lors du match nul 0-0 de son équipe.

## Statistiques
| Saison                | Club                  | Championnat           | Championnat | Championnat | Championnat | Coupe(s) nationale(s) | Coupe(s) nationale(s) | Coupe(s) nationale(s) | Supercoupe | Supercoupe | Supercoupe | Compétition(s) continentale(s) | Compétition(s) continentale(s) | Compétition(s) continentale(s) | Compétition(s) continentale(s) | Ligue régionale | Ligue régionale | Ligue régionale | Total | Total | Total |
| Saison                | Club                  | Division              | M.          | B.          | P.d.        | M.                    | B.                    | P.d.                  | M.         | B.         | P.d.       | Comp.                          | M.                             | B.                             | P.d.                           | M.              | B.              | P.d.            | M.    | B.    | P.d.  |
| 2021                  | Palmeiras             | Série A               | 2           | 0           | 0           | -                     | -                     | -                     | -          | -          | -          | CL                             | -                              | -                              | -                              | -               | -               | -               | 2     | 0     | 0     |
| 2022                  | Palmeiras             | Série A               | 2           | 0           | 0           | -                     | -                     | -                     | -          | -          | -          | CL                             | -                              | -                              | -                              | -               | -               | -               | 2     | 0     | 0     |
| 2023                  | Palmeiras             | Série A               | 10          | 0           | 0           | 1                     | 0                     | 0                     | -          | -          | -          | CL                             | 2                              | 0                              | 0                              | 1               | 0               | 0               | 14    | 0     | 0     |
| Total sur la carrière | Total sur la carrière | Total sur la carrière | 14          | 0           | 0           | 1                     | 0                     | 0                     | -          | -          | -          | -                              | 2                              | 0                              | 0                              | 1               | 0               | 0               | 18    | 0     | 0     |

## Palmarès
Palmeiras
- Championnat du Brésil
  - Champion en 2022